# Штайнгаден
Штайнгаден (нім. Steingaden) — громада в Німеччині, розташована в землі Баварія. Підпорядковується адміністративному округу Верхня Баварія. Входить до складу району Вайльгайм-Шонгау. Центр об'єднання громад Штайнгаден.
Площа — 64,09 км2. Населення становить 2928 ос. (станом на 31 грудня 2020).

## Галерея

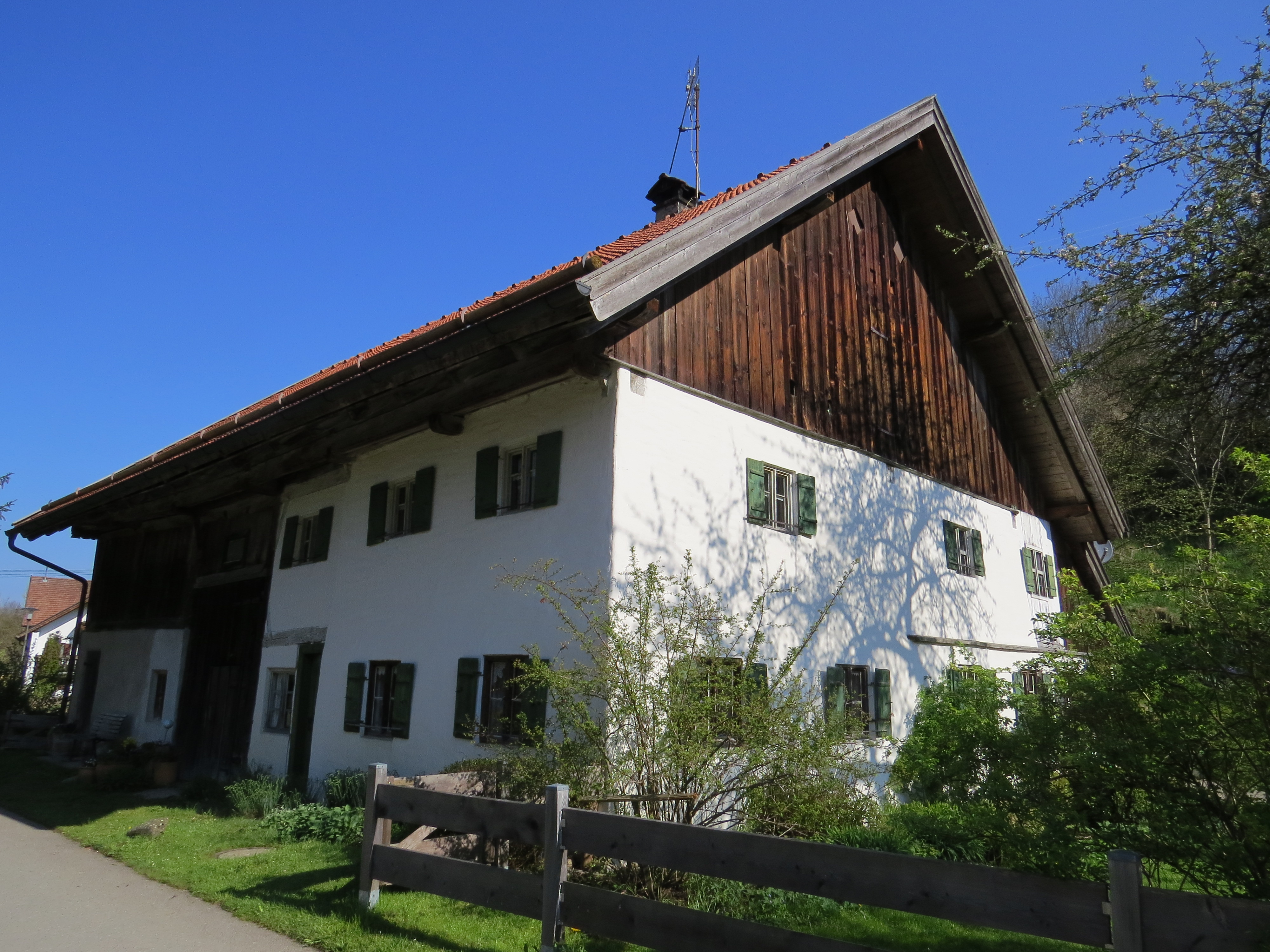